# Cratere Ptolemaeus (Luna)
Ptolemaeus è un grande cratere lunare di 153,67 km situato nella parte sud-occidentale della faccia visibile della Luna.
Il cratere è dedicato all'astronomo greco Claudio Tolomeo.

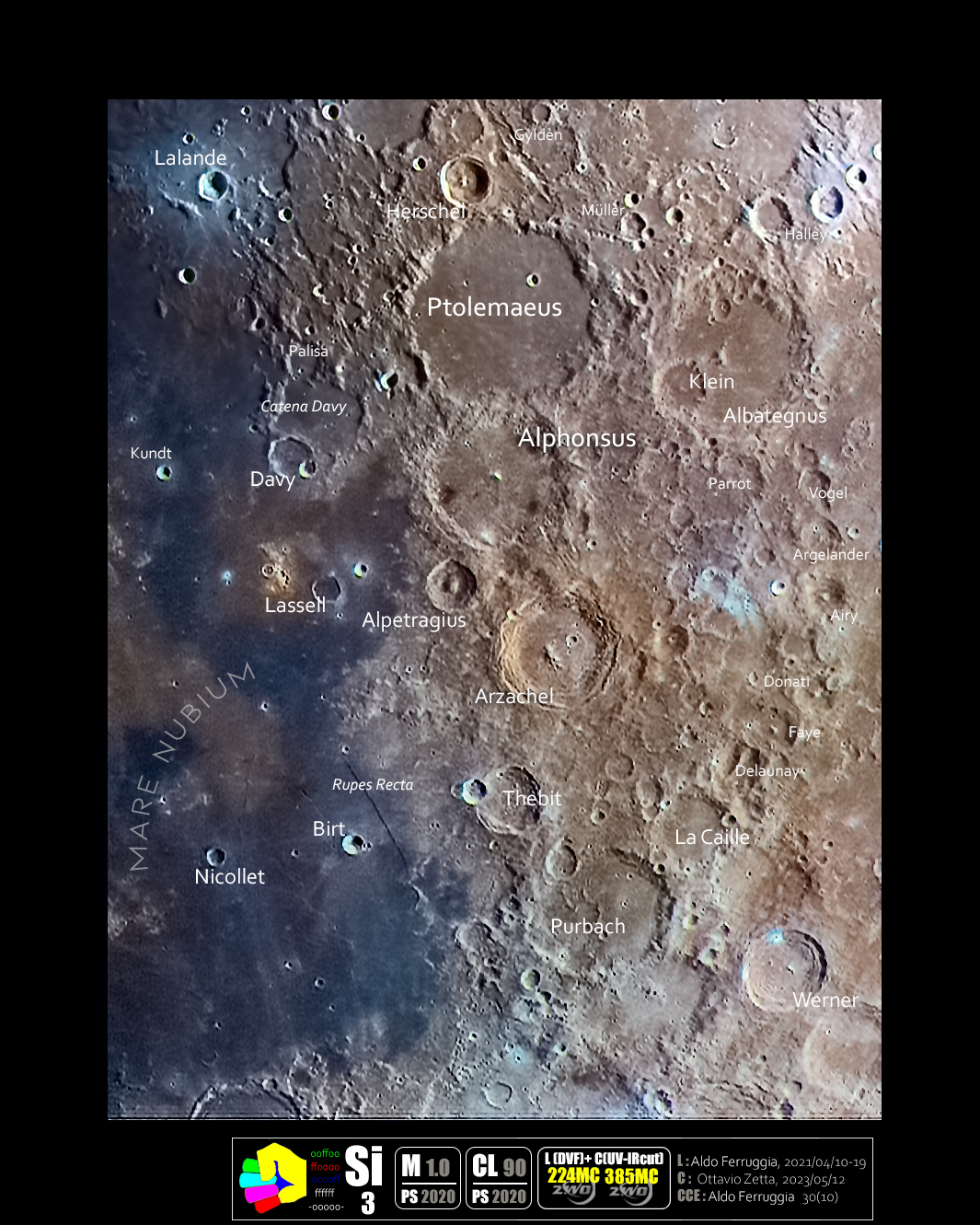
Il cratere con le strutture vicine in una Immagine Selenocromatica(Si)